# هانس د کلرک
هانس د کلرک (انگلیسی: Hans De Clercq؛ زادهٔ ۳ مارس ۱۹۶۹) دوچرخه‌سوار اهل بلژیک است.